# Южная диалектная зона

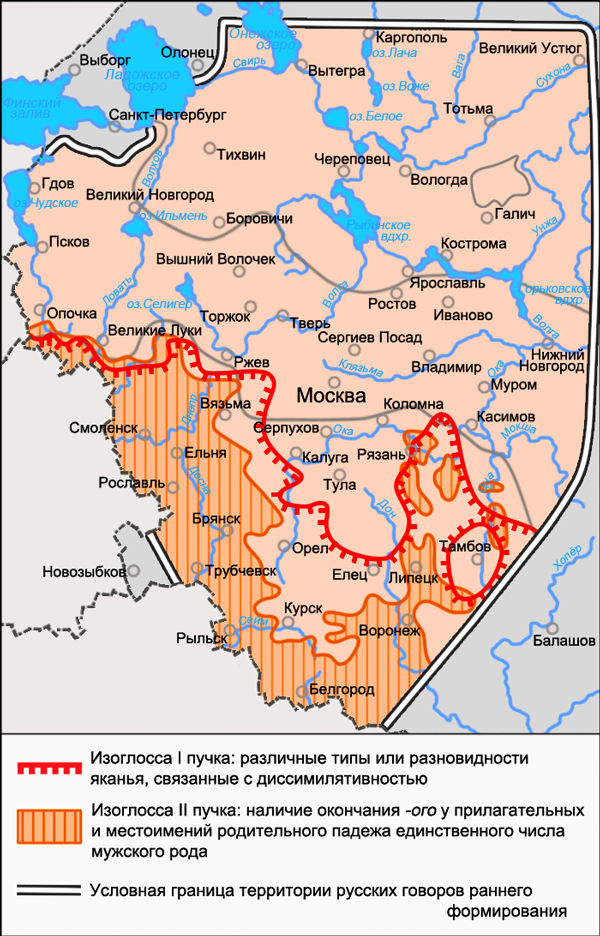
Южная диалектная зона

Ю́жная диале́ктная зо́на — одна из диалектных зон русского языка, охватывающая значительную часть территории южного наречия за исключением центра его северной части (где локализуются говоры Тульской группы) и северо-восточной части (с частью говоров Восточной (Рязанской) группы).

## Особенности размещения
Языковые черты южной диалектной зоны формируют ареалы, очерченные двумя пучками изоглосс. Пучки изоглосс в их протяжении от запада к центру характеризуются близким, компактным расположением, и от центра к востоку удалённостью друг от друга, прерывистым и рассеянным расположением ареалов. Оба пучка изоглосс, охватывая западные, центральные и восточные говоры южного наречия, не включают в свой состав говоры Тульской группы, языковой комплекс изоглосс II пучка в отличие от комплекса изоглосс I пучка (который продвигается севернее в центральных и восточных районах диалектной зоны) не распространяется на значительных территориях говоров Курско-Орловской группы, Елецких говоров и в некоторых говорах Восточной (Рязанской) группы южного наречия. Таким образом, особенностью Курско-Орловской группы и Елецких говоров является отсутствие в них диалектных явлений II пучка изоглосс, а особенностью говоров Тульской группы является отсутствие в них всех диалектных явлений южной зоны (в отличие от других говоров южного наречия). Изоглоссы I пучка разграничивают ареалы Тульской группы и ареалы Курско-Орловской группы и Елецких говоров. Совмещение отрезка изоглосс южной диалектной зоны на западе с изоглоссами западной части южного наречия и частью изоглосс юго-западной зоны, а также отрезка изоглосс южной диалектной зоны на востоке с изоглоссами восточной части южного наречия и частью изоглосс юго-восточной зоны усиливают обособление групп говоров южной локализации от среднерусских говоров. Южная диалектная зона включает в себя все периферийные говоры южного наречия и не охватывает говоры, которые с юга примыкают к говорам центрального типа.

## Языковые черты

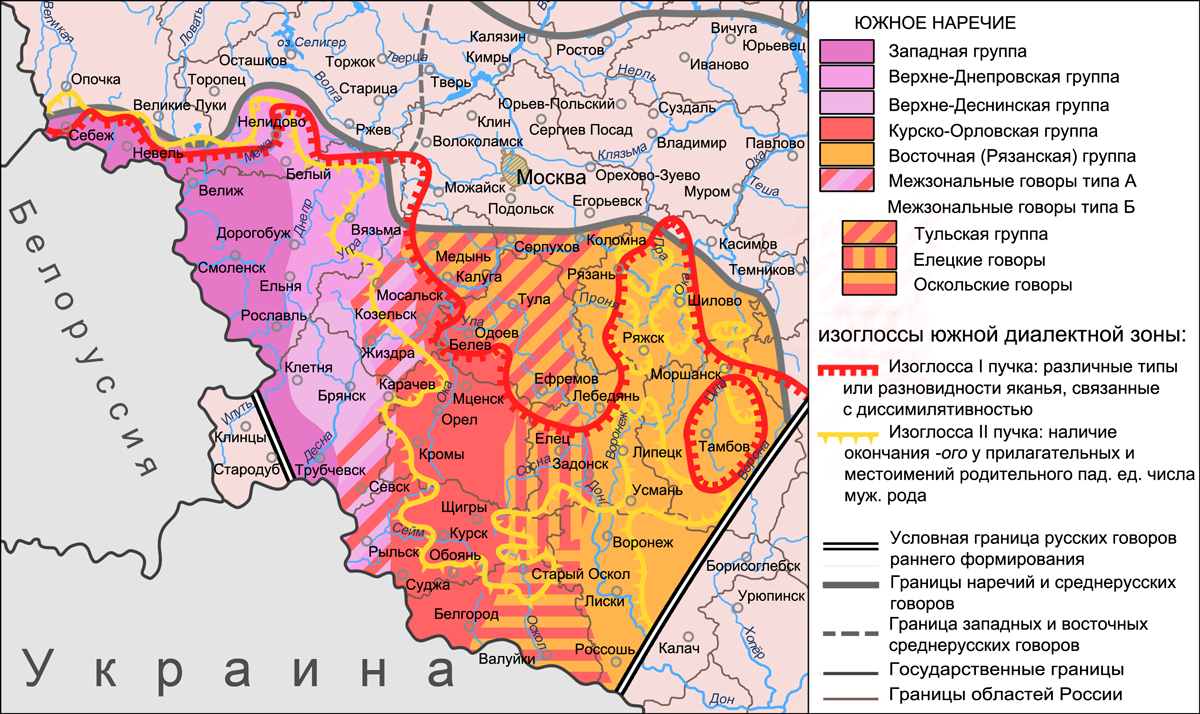
Южнорусские говоры в пределах ареалов языковых явлений I и II пучков изоглосс южной диалектной зоны

Территория размещения южной диалектной зоны характеризуется небольшим числом языковых черт. Накладываясь на значительные части юго-западной и юго-восточной зон, а также на южную часть западной зоны, южная диалектная зона разделяет большинство их языковых черт в своих западных и восточных частях. На территории данной зоны полностью отсутствуют языковые черты центрального типа.

### Общие языковые черты
Среди диалектных явлений общих для всей южной диалектной зоны выделяется распространение слов: зипу́н (мужская одежда), горо́д (огород), буря́к (свекла), кры́ги, кри́ги (льдины) и др.

### I пучок изоглосс
К диалектным явлениям I пучка изоглосс относят: Различные типы или виды яканья (в первом предударном слоге после мягких согласных на месте гласных е, о и а всегда или в определённых условиях произносится звук а), связанные с диссимилятивностью (чисто диссимилятивные, а также переходные — умеренно-диссимилятивные, ассимилятивно-диссимилятивные и диссимилятивно-умеренные) (см. изоглоссу на карте). Употребление таких типов глагольных парадигм I спряжения, в которых всегда или преимущественно под ударением произносится гласный е: различаются парадигмы западной (нес[е́]ш, нес[е́]т, нес'[о́]м, нес[е́]те) и восточной частей южной зоны (нес[е́]ш, нес[е́]т, нес[е́]м, нес[е́]те). Распространение произношения слов высокий ([ви]со́кой с мягким звуком в' ) и молния (как моло[н’йа́], моло[дн’а́]) и др.

### II пучок изоглосс
К диалектным явлениям II пучка изоглосс относят: Распространение окончания -ого у прилагательных и местоимений родительного пад. ед. числа мужского рода: но́вого, мойего́ и т. п. (см. изоглоссу на карте) Данное явление также встречается нерегулярно в говорах северного наречия (в его северной части). Произношение слов дыра, дырявый ([ди]ра́, [ди]р’а́вой с мягким начальным д' ). Наличие местоимения 3-го лица женского рода в винительном пад. ед. числа йейе́ и др.